# 81. pehotni polk (Italija)
81. pehotni polk Torino (izvirno italijansko 81º Reggimento fanteria) je bil pehotni polk Kraljeve italijanske kopenske vojske.

## Zgodovina
Med prvo svetovno vojno je bil polk aktiven na soški fronti ter med drugo svetovno vojno je bil nastanjen v Rusiji.